# Серегулово
Серегулово (баш. Сиреғол) — деревня в Зианчуринском районе Республики Башкортостан Российской Федерации. Административный центр Байдавлетовского сельсовета.

## География

### Географическое положение
Расстояние до:
- районного центра (Исянгулово): 36 км,
- ближайшей ж/д станции (Саракташ): 90 км.

## Население
| 1939 | 1959 | 1970 | 1979 | 1989 | 2002 | 2009 |
| ---- | ---- | ---- | ---- | ---- | ---- | ---- |
| 214  | ↘211 | ↗423 | ↗441 | ↘388 | ↘373 | ↗374 |
| 2010 |      |      |      |      |      |      |
| ↘306 |      |      |      |      |      |      |

### Национальный состав
Согласно переписи 2002 года, преобладающая национальность — башкиры (84 %).